# Catalog điện tử
Catalogue điện tử hay E-Catalogue (Viết tắt từ tiếng Anh là Electronic Catalogue) trình bày thông tin sản phẩm, dịch vụ dưới hình thức điện tử. Catalog điện tử bao gồm một cơ sở dữ liệu sản phẩm, đường dẫn, và một chức năng trình bày.

## Chức năng của Catalog điện tử
Catalog điện tử được xem như một chức năng quan trọng trong các trang web thương mại điện tử. Catalog điện tử hỗ trợ người bán, doanh nghiệp quảng cáo và xúc tiến sản phẩm, dịch vụ. Đối với người mua sử dụng catalog điện tử để tìm hiểu thông tin sản phẩm.

## Đặc điểm của Catalog điện tử
Các catalog điện tử có thể được tìm kiếm nhanh chóng với sự trợ giúp của các máy tìm kiếm. Catalog điện tử còn có chức năng tương tác hoặc hiển thị quy trình sản phẩm.Catalog điện tử có thể có kích cỡ nhỏ hoặc vô cùng lớn với hàng triệu sản phẩm hoặc hàng triệu các tài liệu 
Một số ấn phẩm catalog điện tử có những đặc trưng sau:
- Người được có thể tùy chỉnh kích thước chữ theo yêu cầu của mình để dễ đọc hơn.
- Hình ảnh, màu sắc như thực tế và sống động. Việc sắp xếp, tổ chức, tìm kiếm, trình chiếu hình ảnh dễ dàng, sinh động
- Tùy thuộc vào việc thiết kế, ấn phẩm điện tử không chỉ có đọc mà có thể nghe (nghe đọc, nghe nhạc) hoặc xem các đoạn trình chiếu, video...
- Có thể tạo ra những liên kết thuận lợi cho tra cứu, tham khảo trong catalog cũng như khả năng liên kết bên ngoài khi thiết bị đang đọc catalog có kết nối với internet.
- Không cần phải sử dụng không gian như: tủ, giá để sách báo, để lưu giữ, bảo quản catalog điện tử. Các catalog điện tử được lưu và bảo quản trên các thiết bị điện tử như máy tính, đĩa CD,...
1. ↑  Giáo trình Thương mại điện tử căn bản - Trường Đại học Thương mại

## Định dạng
Catalog điện tử có rất nhiều định dạng như: *.pdf; *.prn; *.dnl;... Về định dạng catalog điện tử, tùy thuộc yêu cầu về nội dung chức năng, chất lượng, kỹ thuật, mỹ thuật,... nó sẽ được tạo ra bằng những công cụ, công nghệ tương thích. Những ấn phẩm thông thường chỉ yêu cầu đơn giản lật trang, đọc và tra cứu thông thường thì chỉ cần định dạng đơn giản. Nhưng với những sách có yêu cầu về chức năng, kỹ thuật, mỹ thuật,... cao hơn thì phải sử dụng những định dạng cao cấp để tạo catalog điện tử.